# جميلة الثمر
جميلة الثمر (الاسم العلمي: Callicarpa) هي جنس من النباتات يتبع الفصيلة الشفوية من رتبة الشفويات.

## أنواع جميلة الثمر
- جميلة الثمر الأمريكية (الاسم العلمي:Callicarpa americana)
- جميلة الثمر الأنيقة (الاسم العلمي:Callicarpa elegans)
- جميلة الثمر البورنيونية (الاسم العلمي:Callicarpa borneensis)
- جميلة الثمر البيتلتية (الاسم العلمي:Callicarpa petelotii)
- جميلة الثمر البيضاء (الاسم العلمي:Callicarpa candicans)
- جميلة الثمر الجرداء (الاسم العلمي:Callicarpa glabra)
- جميلة الثمر الجلدية (الاسم العلمي:Callicarpa coriacea)
- جميلة الثمر الحميراء (الاسم العلمي:Callicarpa rubella)
- جميلة الثمر الذنبية (الاسم العلمي:Callicarpa caudata)